# 붉은코쥐
붉은코쥐(Wiedomys pyrrhorhinos)는 비단털쥐과 목화쥐아과에 속하는 남아메리카 설치류의 일종이다. 브라질 동부 카팅가와 세하두 지역에서 발견된다.

## 특징
꼬리 길이 16~21cm를 제외한 몸길이가 10~13cm이다. 등 쪽 털은 회갈색을 띠는 반면에 배 쪽은 희다.

## 생태
먹이는 식물 씨앗과 곤충이다. 야행성 동물이다.

## 분포 및 서식지
브라질 동부 세아라주에서 히우그란지두술주까지 지역에 분포한다. 카팅가 지역과 같은 관목이 우거진 곳에서 서식한다.